# Andreas Rafi
Pour les articles homonymes, voir Rafi (homonymie).
Andreas Rafi Dvoracek né le 24 avril 2002, est un joueur espagnol de hockey sur gazon. Il évolue au FC Barcelone et avec l'équipe nationale espagnole.

## Carrière
Il a débuté en équipe première le 27 mars 2022 contre l'Allemagne à Mönchengladbach lors de la Ligue professionnelle 2021-2022.